# Estadio Olímpico Hermanos Ghersi Páez
Estadio Olímpico Hermanos Ghersi Páez – wielofunkcyjny stadion położony w Wenezueli, w miejscowości Maracay. Głównie wykorzystywany do meczów piłki nożnej. Aktualna siedziba klubu Aragua Maracay. Obiekt może pomieścić 14 000 widzów.